# Mölltorp
Mölltorp est une localité de la commune de Karlsborg dans le comté de Västra Götaland en Suède.
Sa population était de 1084 habitants en 2019.